# 왕사마귀
왕사마귀(학명: Tenodera sinensis)는 사마귀목에 속하는 곤충이다.
몸 길이는 평균 75~95mm이며 녹색형과 갈색형이 있다. 대한민국에서 가장 큰 사마귀로, 풀밭이나 숲의 풀숲에서 관찰되며, 늦가을에 거품 같은 분비물로 만든 알집에 알을 낳는데, 이 알집이 공기 중에서 굳어진 상태로 월동한다. 사마귀의 알집이 타원형에 가까운 데 비해 알집이 굵고 크며 양쪽 또는 한쪽 모서리가 편평해 짧은 원통형으로 보인다. 한국, 중국, 일본, 동남아시아에 널리 분포한다. 나뭇가지나 잡초 위에서 먹이를 기다리며, 애벌레 때에는 진딧물과 같은 작은 동물을 잡아먹다가 점차 자라면서 힘이 강해져 잠자리, 메뚜기, 나비, 매미, 벌 등 다양한 곤충을 먹이로 삼는다. 북아메리카에서도 서식하는데 원종(原種)은 아니며 1900년대 초에 친환경 해충방제를 위해 외부에서 도입된 것으로 중국사마귀(Chinese Mantis)라고 불린다. 북아메리카에 도입된 왕사마귀는 소형 조류의 포식자로 돌변하여 벌새를 잡아먹기도 하며 북아메리카의 토종 사마귀보다 중국에서 들여온 외래종 왕사마귀의 새 사냥 비율이 더 높았다.
같은 속에 속하는 사마귀와 혼동되기도 한다. 그러나 크기, 뒷날개의 무늬 존재 여부로 구별이 가능하다.

## 사진

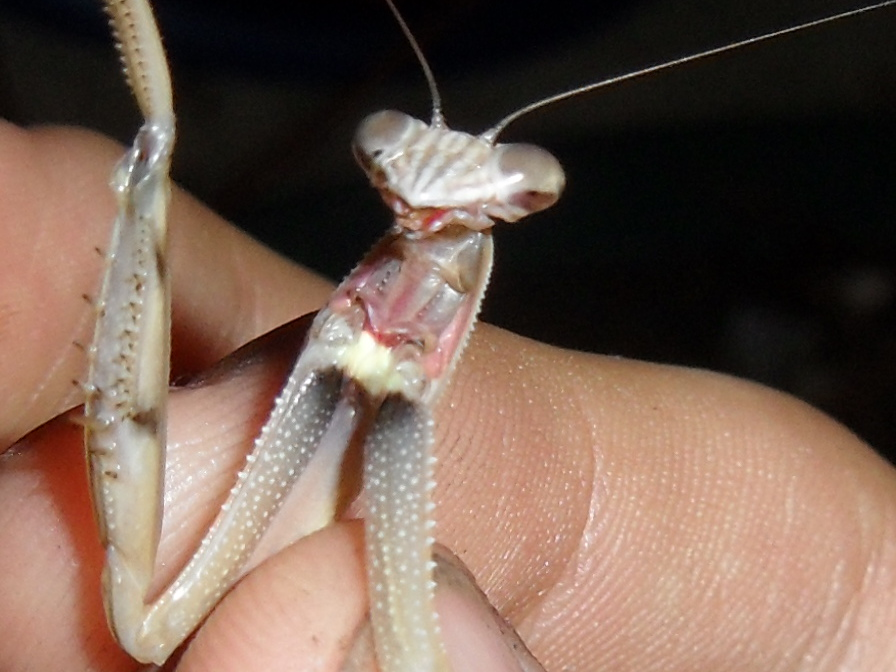
왕사마귀의 앞다리 사이에는 노란색 점이 있다. (사마귀는 붉은색 점.)
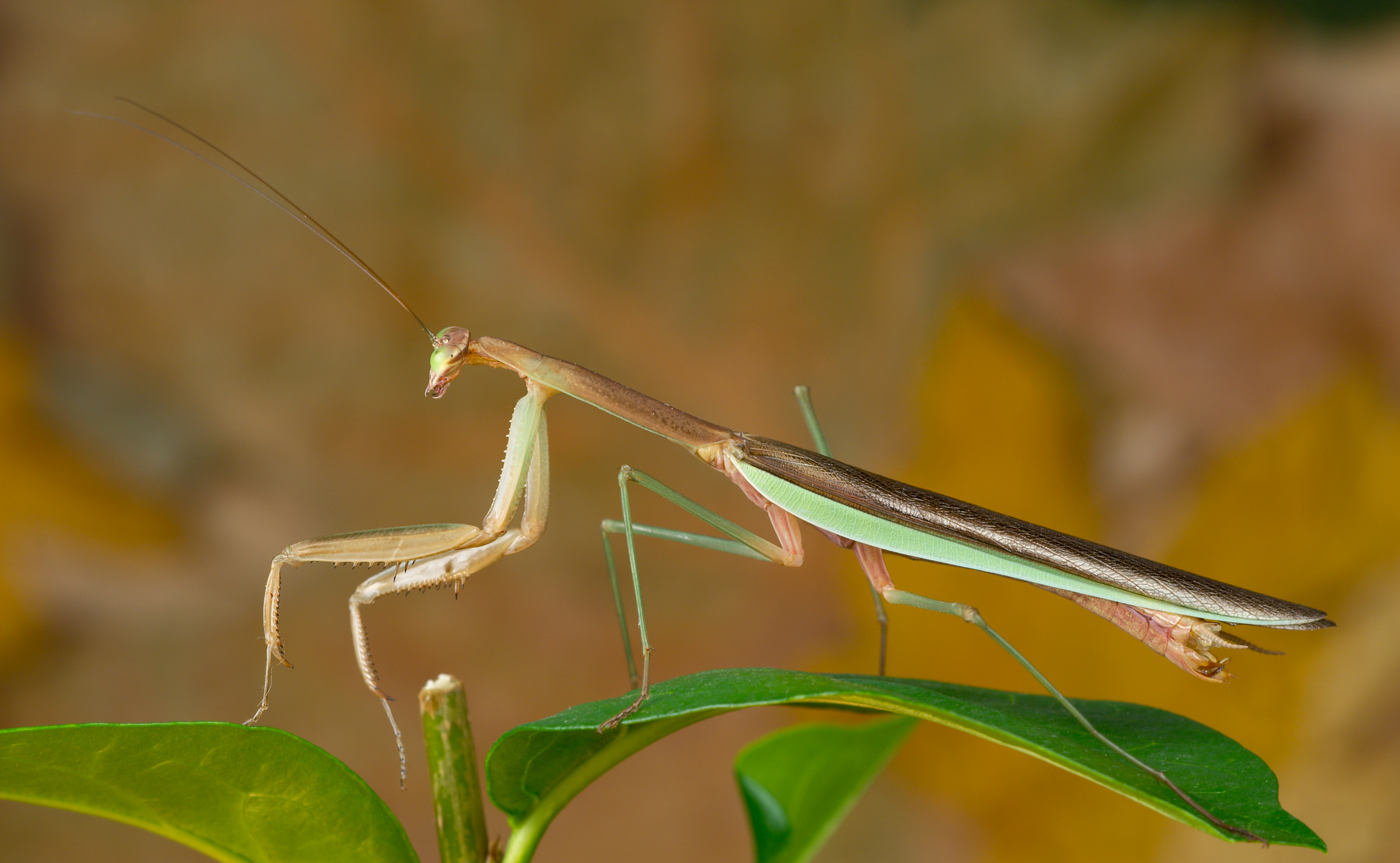
수컷 왕사마귀
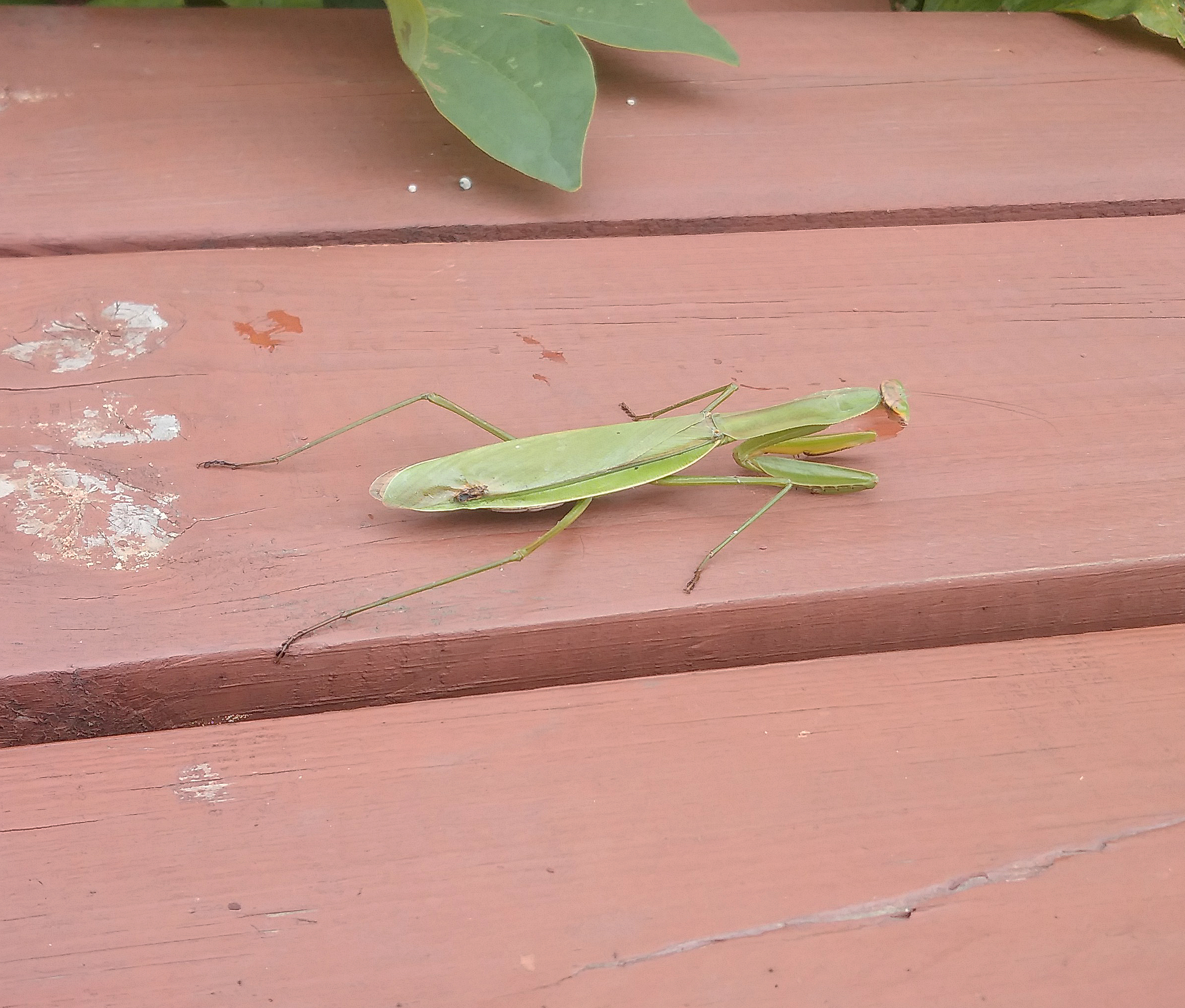
암컷 왕사마귀
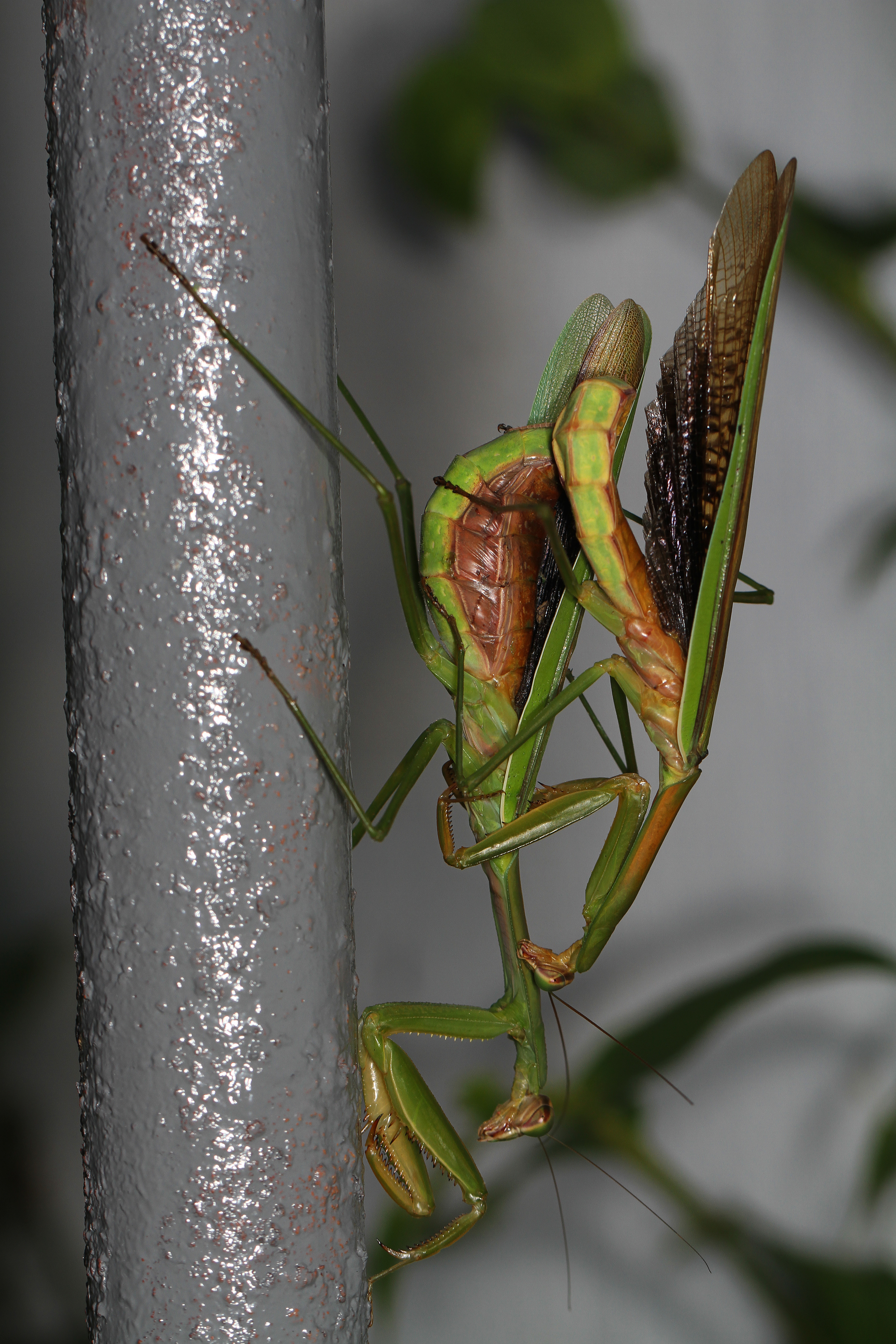
교미하는 왕사마귀
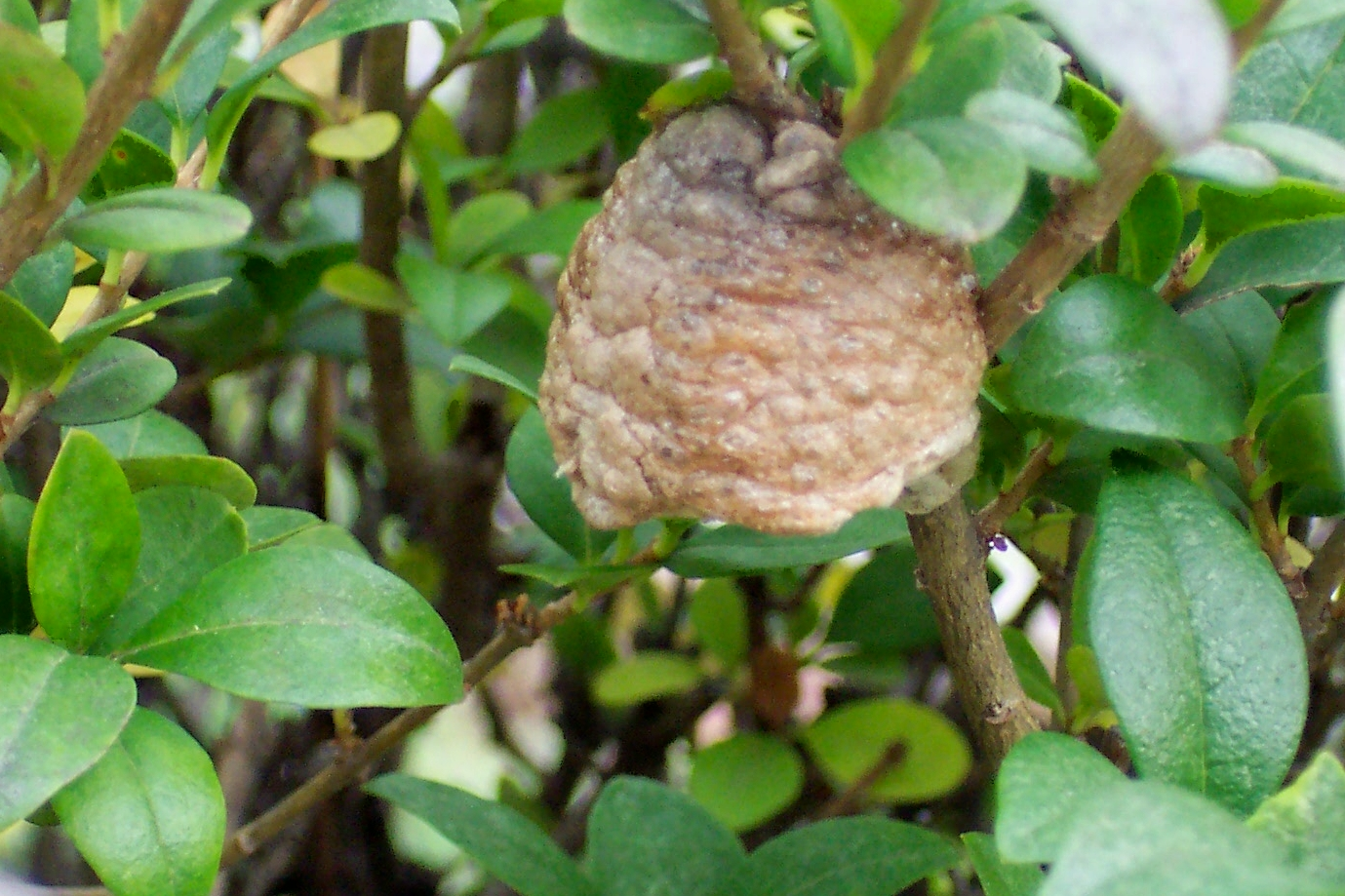
알집(알집에서는 150~300마리 이상이 부화한다.)